# Oxybasis glauca
Oxybasis glauca es una especie de planta herbácea con flor perteneciente a la familia Amaranthaceae. 

## Descripción
Es una planta anual, que alcanza un tamaño de 5-40 cm  de altura de erecta a procumbente, a menudo muy ramificada, glabra o casi, excepto en el envés foliar. Hojas cortamente pecioladas; lámina de 1-3 cm, elíptica, lanceolada o más rara vez estrechamente elíptica, casi siempre anchamente sinuado-serrada o sinuada, con menor frecuencia subentera, entera o débilmente trilobada, verde y glabra por el haz y densamente farinácea por el envés. Inflorescencia espiciforme o paniculiforme, axilar y terminal; glomérulos pequeños, densos. Flores terminales hermafroditas, con 3-5 tépalos y 1-5 estambres; las laterales (femeninas casi todas) con 3 tépalos y 0-1 estambres. Tépalos soldados en la base y no aquillados. Estigmas 2, cortos. Pericarpio libre o casi. Semillas 0,6-1,1 mm, en disposición vertical en las flores laterales y en disposición horizontal en las terminales, de color pardo rojizo o negruzco, de contorno ovado-redondeado y margen romo o aplanado; testa casi lisa u obscuramente reticulada. Tiene un número de cromosomas de 2n=18.

## Distribución y hábitat
Se encuentra en las arenas del litoral, bordes de marismas, orillas de ríos, cultivos eutrofizados; a una altitud de 0-1 000 metros en Europa, excepto en el extremo Norte, rara en el Mediterráneo, Centro y Este de Asia, Este de Norteamérica. Se encuentra distribuida totalmente por la península ibérica.

## Taxonomía
La especie fue descrita inicialmente como Chenopodium glaucum por Carlos Linneo y publicada en Species Plantarum 1: 220, en 1753, actualmente, es tanto un sinónimo como el basónimo de esta; y ulteriormente sería transferida al género Oxybasis por Susy Fuentes Bazán, Pertti Johannes Uotila y Thomas Borsch en Willdenowia 42(1): 15, en 2012.

#### Etimología
Véase: Oxybasis
glauca: epíteto latino que significa "glauca, verde".

## Galería

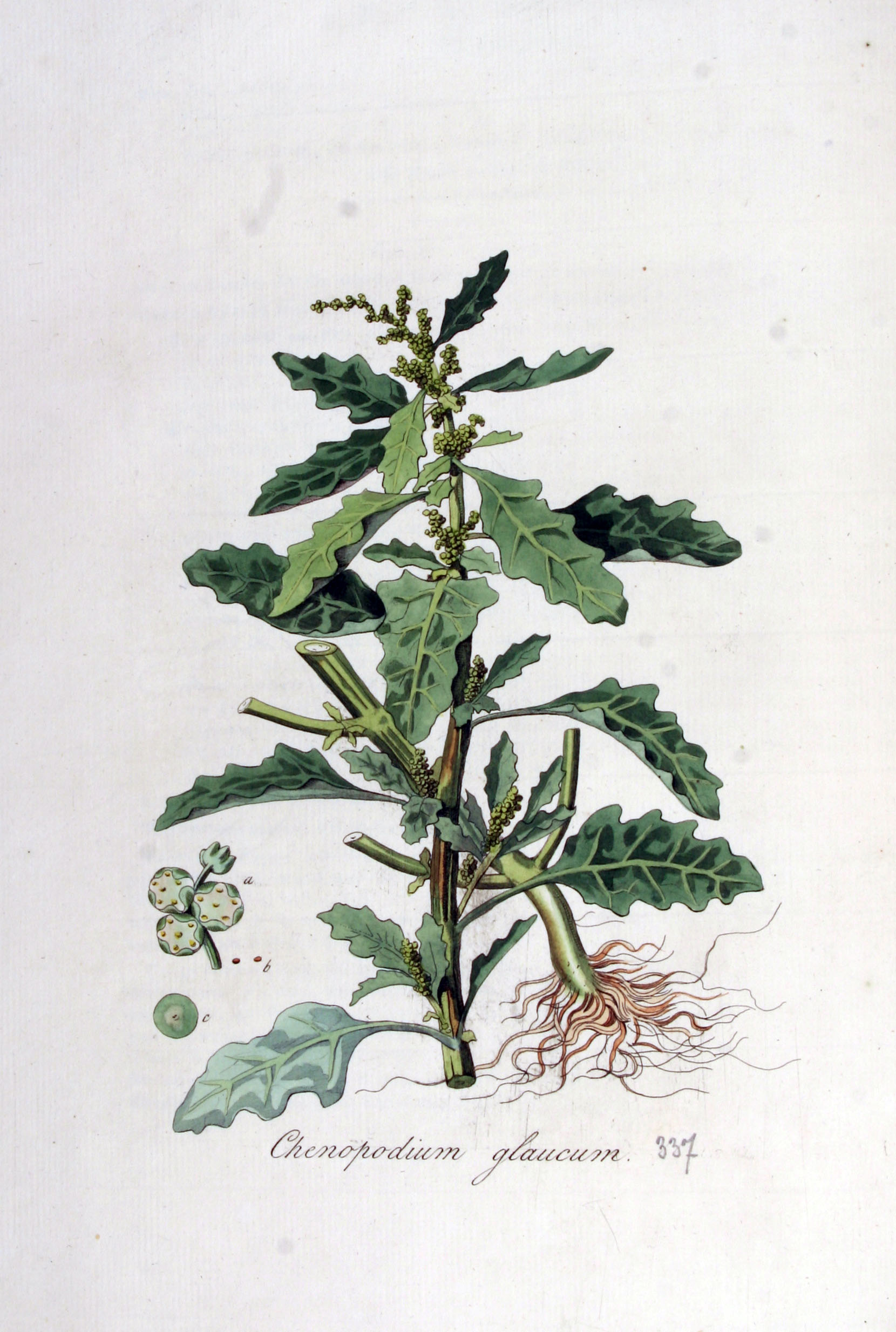
Ilustración de la especie (bajo su basónimo Chenopodium glaucum) en Flora Batava of Afbeelding en Beschrijving van Nederlandsche Gewassen, Jan Kops y Herman Christiaan van Hall, Vol. 5, 1828.
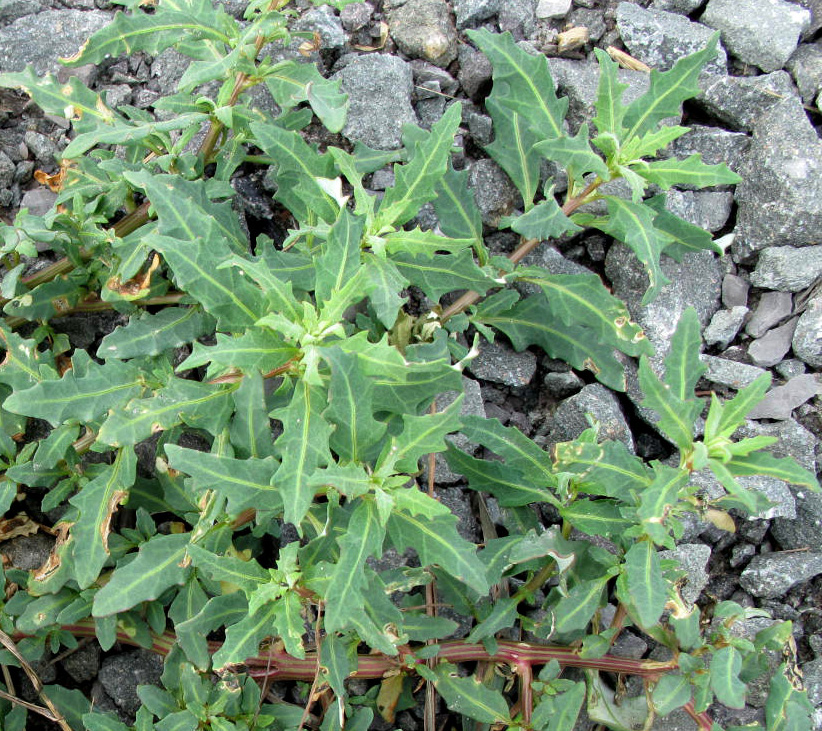
Detalle de las hojas
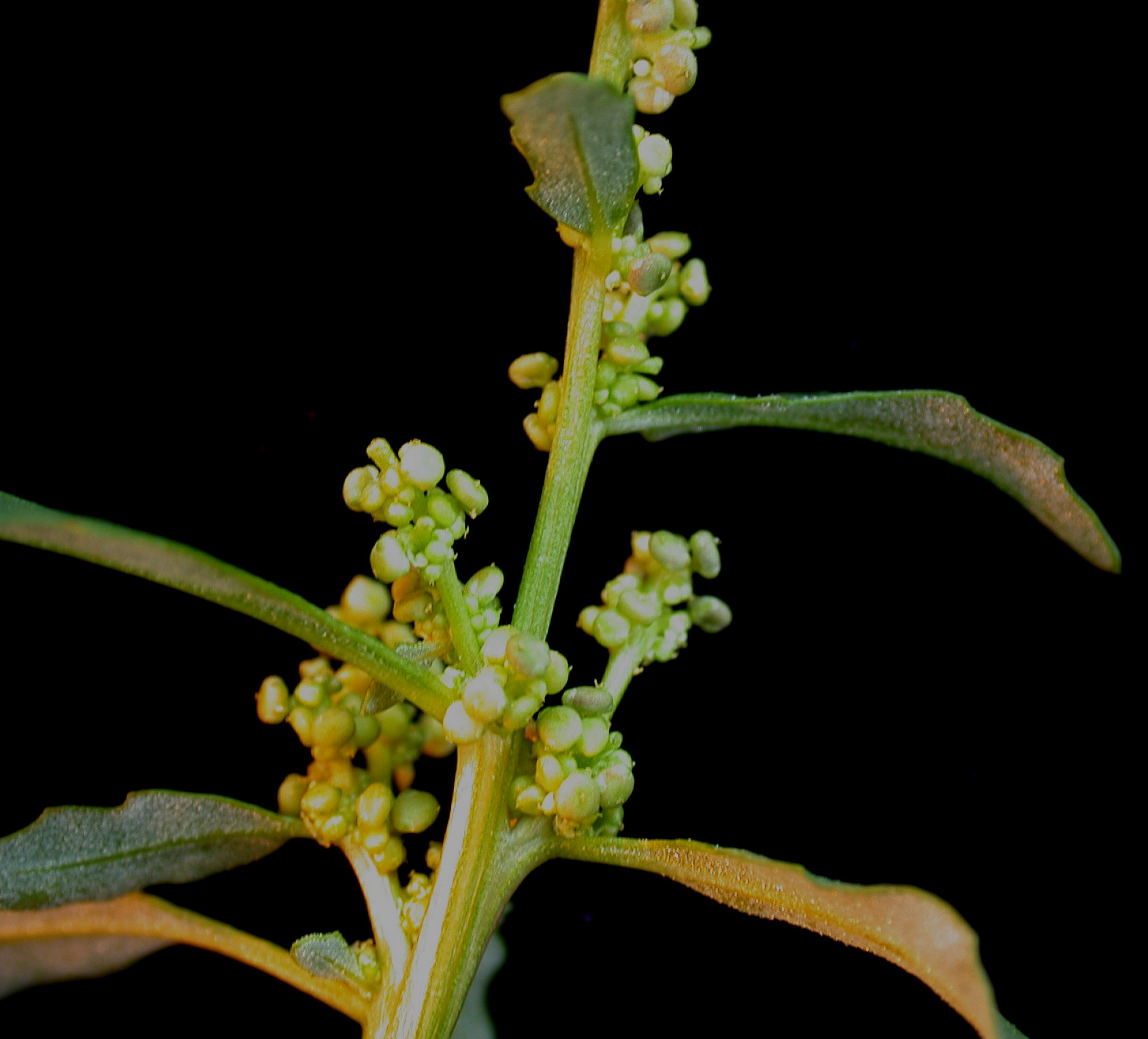
Inflorescencia
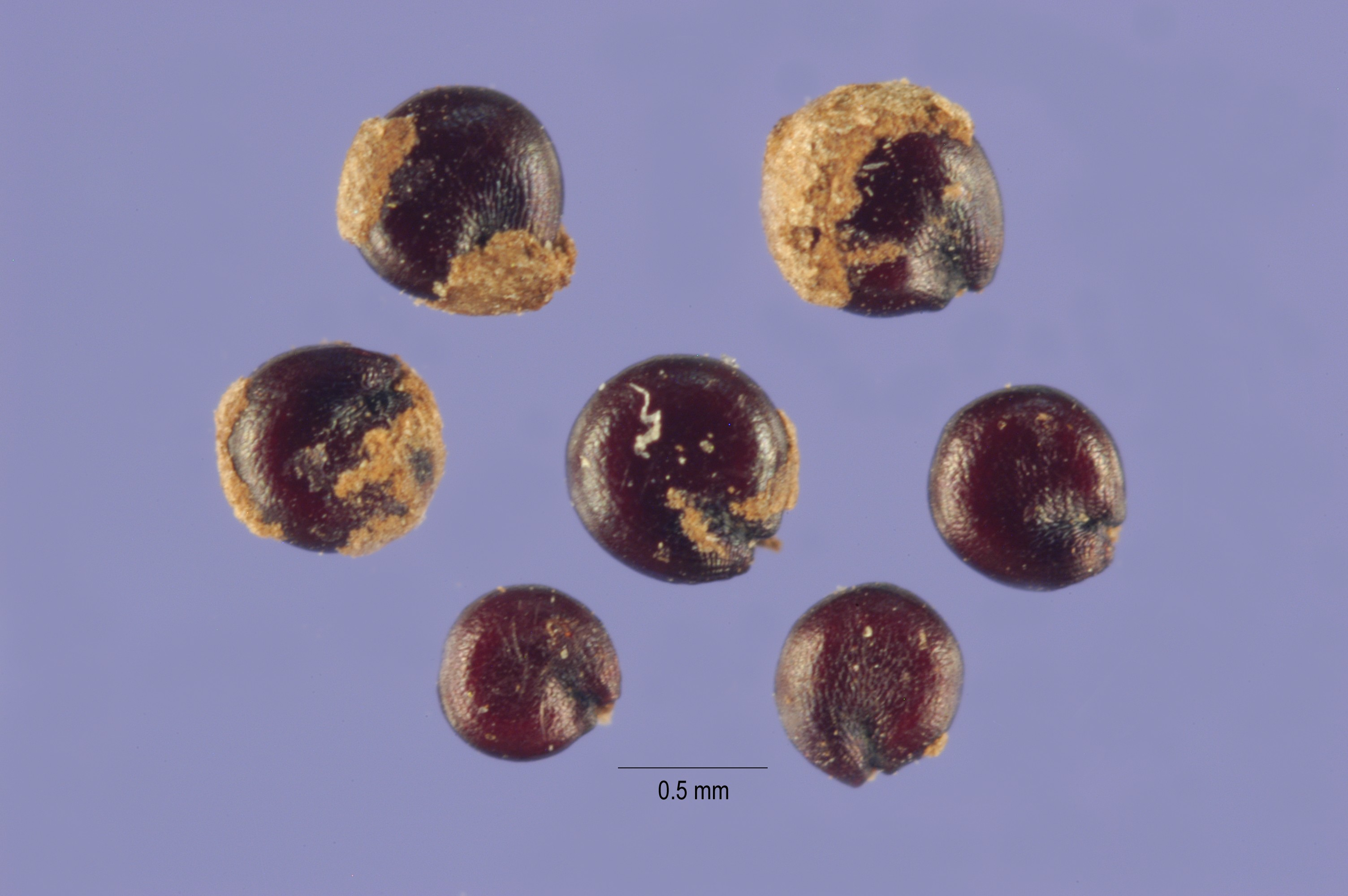
Semillas